# Света Параскева (Плакес)
Вижте пояснителната страница за други значения на Света Параскева.
„Света Параскева“ (на гръцки: Ναός Αγίας Παρασκευής Βελβεντού) е възрожденска православна църква в южномакедонския град Велвендо, Егейска Македония, Гърция, част от Сервийската и Кожанска епархия.
Живописната църквичка е изградена през османско време в местността Плакес, като липсва посочена дата на изграждането. Известна е и като Класи (τ’ Κλασή). В началото на XXI век е направена обща реновация.